# Agrupació de Treballadors Estrangers
Els Groupements de Travailleurs Étrangers (GTE) van ser constituïts per llei el 27 de setembre del 1940 a França pel govern de Vichy a partir de les Compagnies de Travailleurs Étrangers (CTE). L'objectiu era tenir controlats els exiliats residents a França i aprofitar la seva força de treball en les feines de reconstrucció. Eren obligats a pertànyer als GTE els homes refugiats a França d'entre divuit i cinquanta-cinc anys, impossibilitats de retornar al seu país d'origen.
Els grups, integrats en gran part per refugiats catalans de la Guerra Civil Espanyola, eren repartits per departaments i identificats amb un número. El salari rebut pels treballadors era un 25% inferior a l'habitual per la mateixa feina.